# Herb Tczewa
Herb Tczewa – jeden z symboli miasta Tczew w postaci herbu.

## Wygląd i symbolika
Herb przedstawia wizerunek czerwonego gryfa wspiętego w prawo, o dziobie i pazurach koloru złotego (żółtego) umieszczony na tarczy o polu koloru srebrnego (białego).

## Historia
Gryf jest typowym elementem herbów na Pomorzu Zachodnim. Takim znakiem posługiwał się książę Sambor II, który zbudował gród w Tczewie.

## Legendy
Istnieją różne legendy o herbie. Najpopularniejsza w gwarze nowokociewskiej mówi:

„Przed wiekami tak dalekiemi, jakoby nikt nie pamięta, gród bory otaczały nieprzeniknione. Olbrzemie zwierzęta, bestyje okrutne, zmory świata, porywały bydło a owce, konie i wszelkią zwierzynę udomowioną. Co dzień więcej zwierząt pożerane były, a i ludzie wobec takiej zuchwałości bestyj pewni życia i dobytku nie byli. I tak raz syn rajcy bawił beztrosko się w ogrodzie ojca. A tu nagle ptaszysko olbrzemie wzlatuje, porywa dziecko i w las chce uciekać ze zdobyczą. I za nim od Rzeki Świętyj Leniwkiy zwierzę latające- niby ptak, niby lew- rusza za zmorą w pogoni. A ludzkość patrzela wystraszona na bitwę powietrzną. Po zmaganiach długich orłolew ranił śmiertelnie sępa, który padł w nurty Wisłoki. Objął pacholątko w pazury, sfrunął, złożył dziecięcie cale i zdrowe w ramiona matczyne, po czem skonał. Rajca wdzięczny, gród wdzięczny, długo bohatera oplakiweli, a żadna z bestyj 'uż się ni zjawiła. A nie czcić takiegoż wyczynu niepodobna. Lud obrał obrońcę za symbol.”
Inna legenda podaje, że to smok porwał dziecko, a zabił go jadący z poselstwem do Mieszka I duński rycerz. Gryf był godłem Danii i tego rycerza.